# Zoé Clauzure
Zoé Clauzure (ur. 12 lutego 2010 w Montrouge) – francuska piosenkarka. Zwyciężczyni 21. Konkursu Piosenki Eurowizji Junior (2023).

## Życiorys
W 2020 została półfinailstką siódmego sezonu programu The Voice Kids France, w którym należała do drużyny Soprano. W listopadzie 2023 podpisała kontrakt z wytwórniani Warner Music France i Parlophone France oraz, reprezentując Francję z utworem „Cœur”, zwyciężyła w finale 21. Konkursu Piosenki Eurowizji Junior w Nicei; w głosowaniu zdobyła 228 punktów, w tym 136 pkt od jury (1. miejsce) i 92 pkt od widzów (1. miejsce).

## Dyskografia
| Rok                                                      | Tytuł  | Najwyższe pozycje na listach | Najwyższe pozycje na listach | Najwyższe pozycje na listach | Najwyższe pozycje na listach | Album |
| Rok                                                      | Tytuł  | iTunes                       | iTunes                       | iTunes                       | iTunes                       | Album |
| Rok                                                      | Tytuł  | AUS                          | FRA                          | HOL                          | POL                          | Album |
| -------------------------------------------------------- | ------ | ---------------------------- | ---------------------------- | ---------------------------- | ---------------------------- | ----- |
| 2023                                                     | „Cœur” | 65                           | 31                           | 23                           | 16                           | –     |
| „–” oznacza, że singel nie był notowany na danej liście. |        |                              |                              |                              |                              |       |